# Alexander Kosenkow
Alexander Kosenkow (ros. Александр Косенков; ur. 14 marca 1977 w Tokmoku w dzisiejszym Kirgistanie) – niemiecki lekkoatleta specjalizujący się w biegach sprinterskich, uczestnik letnich igrzysk olimpijskich w Atenach (2004), Pekinie (2008) i Londynie (2012), dwukrotny srebrny (Helsinki 2012, Zurych 2014) i brązowy (Monachium 2002, Barcelona 2010) medalista mistrzostw Europy w sztafecie 4 × 100 metrów.
Urodził się na terenie byłego Związku Radzieckiego, jego ojciec jest Kirgizem, natomiast matka – Niemką. W Niemczech mieszka od 1991 roku.

## Finały olimpijskie
- 2008 – Pekin, sztafeta 4 × 100 m – V miejsce

## Inne sportowe sukcesy
- mistrz Niemiec w biegu na 200 m – 2001
- trzykrotny mistrz Niemiec w biegu na 100 m – 2003, 2007, 2010
- trzykrotny halowy mistrz Niemiec w biegu na 200 m – 2007, 2009, 2010
- 1995 – Nyíregyháza, mistrzostwa Europy juniorów – brązowy medal w sztafecie 4 × 100 m
- 1997 – Turku, młodzieżowe mistrzostwa Europy – brązowy medal w sztafecie 4 × 100 m
- 1999 – Göteborg, młodzieżowe mistrzostwa Europy – brązowy medal w sztafecie 4 × 100 m
- 2002 – Monachium, mistrzostwa Europy – brązowy medal w sztafecie 4 × 100 m
- 2010 – Barcelona, mistrzostwa Europy – brązowy medal w sztafecie 4 × 100 m
- 2014 – Zurych, mistrzostwa Europy – srebrny medal w sztafecie 4 × 100 m

## Rekordy życiowe
- bieg na 100 metrów – 10,14 – Leverkusen 03/08/2003
- bieg na 200 metrów – 20,43 – Ulm 05/07/2009
- bieg na 60 metrów (hala) – 6,62 – Sindelfingen 13/02/2000
- bieg na 200 metrów (hala) – 20,65 – Lipsk 27/02/2011

27 lipca 2012 w Weinheim niemiecka sztafeta 4 × 100 metrów w składzie: Julian Reus, Tobias Unger, Kosenkow i Lucas Jakubczyk ustanowiła czasem 38,02 s rekord kraju, który przetrwał do 2022 roku.